# Tristezas Não Pagam Dívidas
Tristezas não Pagam Dívidas é um filme brasileiro de 1944, do gênero chanchada, dirigido por Ruy Costa e José Carlos Burle.
É o primeiro filme de Oscarito na Atlântida Cinematográfica e o primeiro dos treze filmes em que contracenaria com Grande Otelo, embora ainda não formassem a dupla que os consagraria — isso só aconteceria no filme seguinte, Não Adianta Chorar, de Watson Macedo.
O filme estreou em São Paulo em 26 de janeiro de 1944, e no Rio de Janeiro duas semanas depois.

## Elenco
- Jaime Costa…  Benevides
- Ítala Ferreira…  Marieta Pilantrina
- Oscarito…  Carlinhos
- Grande Otelo
- Rafael Almeida
- Ataulfo Alves
- Manezinho Araújo
- Linda Batista
- Blecaute
- Emilinha Borba
- Sandro Polônio
- Quatro Ases e Um Coringa
- Sílvio Caldas
- Anjos do Inferno
- Joel de Almeida
- Tamara Capelar
- Norma de Andrade
- Dilu Dourado
- Zilah Fonseca
- Carlos Frias
- Gaúcho
- Marília Gremo
- Restier Júnior
- Yuco Lindberg
- Marion
- Grace Moema
- Antônio Nobre
- Raul Brunini
- Antônio Spina
- Leda Yuque
- Manoel Barcelos

## Sinopse
Ao morrer, marido determina em testamento à mulher que esta deverá brincar intensamente o carnaval, mesmo que esta não seja a vontade da viúva. Sem experiência nessa área, conhece um malandro que resolve ajudá-la, interessado no seu dinheiro. Mas este, também viúvo, acaba realmente se apaixonando pela bela viúva.

## Números musicais
| Título                 | Autor(es)                                         | Intérpretes      |
| ---------------------- | ------------------------------------------------- | ---------------- |
| Atire a Primeira Pedra | Ataulfo Alves e Mário Lago                        | Emilinha Borba   |
| Clube dos Barrigudos   | Cristóvão de Alencar e Haroldo Lobo               | Linda Batista    |
| Embolada da Pulga      | Manezinho Araújo                                  | Manezinho Araújo |
| Laura                  | Ataulfo Alves                                     | Sílvio Caldas    |
| Alarga a Rua           | Roberto Martins, Paulo Barbosa e Osvaldo Santiago | Oscarito         |